# Вильнёв-Минервуа
Вильнёв-Минервуа́ (фр. Villeneuve-Minervois) — коммуна во Франции, находится в регионе Лангедок — Руссильон. Департамент коммуны — Од. Входит в состав кантона Пейрьяк-Минервуа. Округ коммуны — Каркасон.
Код INSEE коммуны — 11433.

## Население
Население коммуны на 2008 год составляло 906 человек.
| 1962 | 1968 | 1975 | 1982 | 1990 | 1999 | 2008 |
| ---- | ---- | ---- | ---- | ---- | ---- | ---- |
| 788  | 1039 | 976  | 808  | 842  | 824  | 906  |

## Экономика
В 2007 году среди 486 человек в трудоспособном возрасте (15—64 лет) 332 были экономически активными, 154 — неактивными (показатель активности — 68,3 %, в 1999 году было 62,9 %). Из 332 активных работали 287 человек (155 мужчин и 132 женщины), безработных было 45 (17 мужчин и 28 женщин). Среди 154 неактивных 47 человек были учениками или студентами, 66 — пенсионерами, 41 были неактивными по другим причинам.

## Достопримечательности
- Замок XII века
- Церковь Сент-Этьен
- Часовня Сен-Мамме
- Дольмен
- Ветряная мельница
- Скульптурная композиция «Голгофа»